# Semana Crioula Internacional de Bagé
A Semana Crioula Internacional de Bagé é um evento cultural e esportivo criado em 1972 com o objetivo de fomentar o turismo na cidade de Bagé e reunir os Centros de Tradições Gaúchas em uma única festa.
Trata-se de festa gaúcha popularmente chamada de rodeio crioulo com diversas competições campeiras e artísticas, dentre as quais se destaca a gineteada, o tiro de laço, prova de rédeas e ainda provas de melhor intérprete musical, melhor gaiteiro, melhor violonista, entre outros.
As últimas edições foram realizadas no Parque da Associação e Sindicato Rural de Bagé e fizeram parte do calendário oficial de eventos do estado do Rio Grande do Sul com espetáculos musicais de artistas não só do Brasil, como do Uruguai e Argentina.